# Broticosia calignea
Broticosia calignea är en tvåvingeart som beskrevs av Daniels 1975. Broticosia calignea ingår i släktet Broticosia och familjen rovflugor. Inga underarter finns listade i Catalogue of Life.